# Akiji Kobayashi
Pour les articles homonymes, voir Kobayashi.
Akiji Kobayashi (小林昭二, Kobayashi Akiji, 26 septembre 1925 – 27 août 1996) est un acteur japonais.

## Biographie
Akiji Kobayashi est notamment connu pour ses rôles dans les séries télévisées Kamen Rider et Ultraman.
Il est l'un des acteurs favoris du réalisateur Kon Ichikawa, apparaissant dans douze de ses films. Akiji Kobayashi a tourné dans une soixantaine de films entre 1962 et 1996.

## Filmographie partielle

### Cinéma
- 1962 : Hara-kiri (切腹, Seppuku?) de Masaki Kobayashi
- 1962 : La Ville des coupoles (キューポラがある街, Kyupora no aru machi?) de Kirio Urayama : Heisan
- 1963 : La Jeunesse de la bête (野獣の青春, Yajū no seishun?) de Seijun Suzuki : Yukio Nomoto
- 1964 : Kwaidan (怪談, Kaidan?) de Masaki Kobayashi
- 1966 : Le Pornographe (Introduction à l'anthropologie) (エロ事師たちより 人類学入門, Erogotachi yori jinruigaku nyumon?) de Shōhei Imamura
- 1969 : Chō kōsō no akebono (超高層のあけぼの?) de Hideo Sekigawa
- 1970 : Les Aventures de Buraikan (無頼漢, Buraikan?) de Masahiro Shinoda
- 1972 : Baby Cart : L'Enfant massacre (子連れ狼 三途の川の乳母車, Kozure Ōkami: Sanzu no kawa no ubaguruma?) de Kenji Misumi : Kurokuwa
- 1972 : Goyōkiba (御用牙?) de Kenji Misumi : Yabe
- 1976 : Le Complot de la famille Inugami (犬神家の一族, Inugami-ke no ichizoku?) de Kon Ichikawa : Kōkichi Inugami
- 1977 : La Ballade du diable (悪魔の手毬唄, Akuma no temari-uta?) de Kon Ichikawa : Kusakabe
- 1977 : L'Île de la prison (獄門島, Gokumon-tō?) de Kon Ichikawa
- 1978 : La Reine des abeilles (女王蜂, Joōbachi?) de Kon Ichikawa : Kogure
- 1978 : Le Phénix (火の鳥, Hi no tori?) de Kon Ichikawa
- 1979 : Nichiren (日蓮?) de Noboru Nakamura
- 1979 : La Maison du pendu (病院坂の首縊りの家, Byōinzaka no kubikukuri no ie?) de Kon Ichikawa
- 1979 : Sanada Yukimura no bōryaku (真田幸村の謀略?) de Sadao Nakajima : Masazumi Honda
- 1980 : L'Ancienne Capitale (古都, Koto?) de Kon Ichikawa : Endō
- 1982 : Giwaku (疑惑?) de Yoshitarō Nomura : Ishihara, le chef de la police
- 1983 : Les Quatre Sœurs Makioka (細雪, Sasame-yuki?) de Kon Ichikawa : Sentarō Jinba
- 1989 : Pluie noire (黒い雨, Kuroi ame?) de Shōhei Imamura : Katayama
- 1989 : Shasō (社葬?) de Toshio Masuda
- 1991 : L'Affaire du meurtre de la légende de Tenga (天河伝説殺人事件, Tenkawa densetsu satsujin jiken?) de Kon Ichikawa : Tachibana
- 1993 : Le Retour de Monjiro Kogarashi (帰って来た木枯し紋次郎, Kaette kitta Kogarashi Monjirō?) de Kon Ichikawa : Jyubei
- 1994 : Les 47 Rōnin (四十七人の刺客, Shijūshichinin no shikaku?) de Kon Ichikawa : Ōno Kurobei
- 1995 : Getting Any? (みんな〜やってるか!, Minnā-yatteruka!?) de Takeshi Kitano
- 1996 : Gamera 2: Attack of Legion (ガメラ2 レギオン襲来?) de Shūsuke Kaneko
- 1996 : Le Village aux huit tombes (八つ墓村, Yatsu haka mura?) de Kon Ichikawa : Tōsaka

### Séries télévisées
- 1966-1967 : Ultraman (ウルトラマン?) : Cap Muramatsu
- 1971-1973 : Kamen Rider (仮面ライダー?) : Tōbei Tachibana
- 1973-1974 : Kamen Rider V3 (仮面ライダーV3?) : Tōbei Tachibana
- 1974 : Kamen Rider X (仮面ライダーX?) : Tōbei Tachibana
- 1974-1975 : Kamen Rider Amazon (仮面ライダーアマゾン?) : Tōbei Tachibana
- 1983-1984 : Seibu keisatsu (西部警察?) : Chōtarō Minami

### Doublage
- 1981 : Yuki, le secret de la montagne magique (ゆき, Yuki?) de Tadashi Imai